# Robert Risager
Robert Risager Larsen (født 2. februar 1922 i Viborg, død 1. december 2007) var en dansk kunstmaler og grafiker.
Efter Teknisk Skole i Viborg 1940-1941 dimitterede Robert Risager fra Kunstakademiets malerskole i 1950. Her var han elev af Sigurd Wandel og Vilhelm Lundstrøm, mens han på den grafiske skole var elev af Holger J. Jensen. Han undervistes i fresko af Elof Risebye. Fra 1951 til 1952 arbejdede han hos Elof Risebye med aftrækning af Sonnes friser på Thorvaldsens Museum.
Han arbejdede i sin kunst særligt med mennesket, men udviklede fra 1960'erne et mere abstrakt udtryk, hvor geometriske former prægede hans værker. Mens hans tidlige værker var i dæmpede, ofte grå-brune toner, blev farverne med årene mere klare. Billederne er ofte symmetrisk opbyggede. 
Blandt hans mange værker er en række udsmykningsopgaver, eksempelvis en fresko i Flade Kirke ved Frederikshavn (1956), keramiske relieffer til svømmehallen på Vigerslev Allés Skole (1969), et gavlmaleri på Gasværksvejens Skole i København (1969) og en totaludsmykning af Nørrebro Teater (1989).
I 1969 udførte han sin første skulptur i jern, der er opstillet på H.C. Ørsteds Vej/Sjællandsgade i Herning. Den er inspireret af et stykke sammenkrøllet papir. Skulpturen viser sammen med de senere værker, at Robert Risager blev mere stadig mere abstrakt i sit udtryk. Det ses også i den geometriske udsmykning af spisesalen på Plejehjemmet Sølund i København (1981).
Ud over udsmykninger og malerier lavede Robert Risager også grafik, træsnit og serigrafi.
Han var fra 1956 til 1967 medlem af kunstnergruppen Koloristerne og blev siden medlem af Decembristerne.
Han udstillede 1945-1949 på Charlottenborg Forårsudstilling.